# Dani Pedrosa
Daniel "Dani" Pedrosa Ramal (* 29. září 1985 Sabadell) je španělský motocyklový závodník soutěžící v Mistrovství světa silničních motocyklů. Je historicky nejmladší mistr světa v kategorii 250 kubických centimetrů. Mistrem světa se stal třikrát, jednou v kategorii 125cc (2003), dvakrát v kategorii 250cc (2004, 2005).

## Bilance v MS
| Sezóna | Třída  | Motorka      | Tým                       | Počet závodů | Vítězství | Stupně vítězů | Pole position | Pády | Body | Umístění |
| ------ | ------ | ------------ | ------------------------- | ------------ | --------- | ------------- | ------------- | ---- | ---- | -------- |
| 2001   | 125cc  | Honda RS125  | Telefonica Movistar Honda | 16           | 0         | 2             | 0             | 0    | 100  | 8.       |
| 2002   | 125cc  | Honda RS125  | Telefonica Movistar Honda | 16           | 3         | 9             | 6             | 2    | 243  | 3.       |
| 2003   | 125cc  | Honda RS125  | Telefonica Movistar Honda | 14           | 5         | 6             | 3             | 3    | 223  | 1.       |
| 2004   | 250cc  | Honda RSW250 | Telefonica Movistar Honda | 16           | 7         | 13            | 4             | 8    | 317  | 1.       |
| 2005   | 250cc  | Honda RSW250 | Telefonica Movistar Honda | 16           | 8         | 11            | 5             | 7    | 309  | 1.       |
| 2006   | MotoGP | Honda RC211V | Honda-HRC                 | 17           | 2         | 8             | 4             | 4    | 215  | 5.       |
| 2007   | MotoGP | Honda RC212V | Honda-HRC                 | 18           | 2         | 8             | 5             | 3    | 242  | 2.       |
| 2008   | MotoGP | Honda RC212V | Honda-HRC                 | 17           | 2         | 11            | 2             | 2    | 249  | 3.       |
| 2009   | MotoGP | Honda RC212V | Honda-HRC                 | 17           | 2         | 11            | 2             | 5    | 234  | 3.       |
| 2010   | MotoGP | Honda RC212V | Honda-HRC                 | 15           | 4         | 9             | 4             | 8    | 245  | 2.       |
| 2011   | MotoGP | Honda RC212V | Honda-HRC                 | 14           | 3         | 9             | 2             | 4    | 219  | 4.       |
| Total  |        |              |                           | 176          | 38        | 97            | 37            | 46   | 2596 |          |